# ミレヴァ・マリッチ
ミレヴァ・マリッチ(Mileva Marić、1875年12月19日 - 1948年8月4日)は、セルビアの物理学者、数学者。アルベルト・アインシュタインはチューリッヒ工科大学時代の学友であり、後に結婚して最初の妻となった。

## 生い立ち
ミレヴァ・マリッチは、1875年12月19日にオーストリア＝ハンガリー帝国（ハプスブルク帝国）のハンガリー王国に属するバチュカ地方ティテル(Titel)（今日のセルビア内ヴォイヴォディナ自治州）の裕福な家庭に、Miloš Marić (1846-1922)とMarija Ružić-Marić (1847-1935)との3人兄弟の長子として生まれた。誕生の直後に父は軍役を終え、はじめスレム地方（ヴォイヴォディナ）のルマ（Ruma）で、その後クロアチアのザグレブで法廷に職を得た。
彼女は1886年に中等教育に進みノヴィ・サドの女子高等学校に通ったが、翌年スレムスカ・ミトロヴィツァの高等学校に転校した。1890年から彼女はシャバツ（Šabac）（セルビア）のThe Royal Serbian Grammar School に通い始めた。1891年、父親はミレヴァを特別にザグレブにある男子校のRoyal Classical High Schoolに入学させる許可を得た。彼女は入学試験に合格し、1892年に10年生として入学した。1894年2月には、物理学の授業に出席する特別の許可を得、1894年9月には最終試験に合格した。彼女の数学と物理学の成績は、最も高いものだった。その年、彼女は重篤な病気を患い、スイスに移住することを決意した。そこで、彼女は11月14日からチューリッヒの女子高等学校に通い始めた。1896年には卒業試験に合格し、1学期の間チューリッヒ大学で医学を学んだ。1896年秋、ミレヴァは数学の入学試験に6点満点中4.25点の評価で合格し、チューリッヒ工科大学に転校した。彼女は、アルベルト・アインシュタインと同時期に中等学校で数学を教えるために、学位コースに進んだ。彼女はこのコースの6人の生徒の中の唯一の女性で、またこれまでで5人目の女性であった。彼女とアインシュタインは、すぐに親友になった。
10月、ミレヴァはハイデルベルクに行き、ハイデルベルク大学の1897年-98年冬学期の物理学と数学の講義を聴講生として受講した。1898年4月にチューリッヒ工科大学に戻り、微分積分学、画法幾何学、射影幾何学、力学、理論物理学、応用物理学、実験物理学、天文学等を勉強した。ミレヴァは、同じコースの他の学生よりも1年遅く、1899年には中間学位試験を受けた。彼女の平均評価は、6点満点中5.05点で、この年に試験を受けた6人のうち、5番目の成績であった（アインシュタインは、前年の試験でトップの平均5.7点であった。ミレヴァの物理学の評価は、アインシュタインと同じ5.5点であった）。1900年、ミレヴァは最終教員資格試験において、数学（関数論）で2.5点しか取ることができず、平均4.00点で不合格となってしまった。アインシュタインは、平均4.91点の4番目の成績で試験に合格した。
ミレヴァは、1901年にアインシュタインとの間の子供を妊娠し、学問を中断させられた。妊娠3ヵ月目に彼女は再び学位試験を受けたが、成績を向上させられずに再び不合格となった。また、ハインリヒ・ウェーバーの下で博士課程のテーマに発展させようとしていた論文の執筆も断念した。彼女はノヴィ・サドに行き、そこで1902年の恐らく1月に、リーゼル(Lieserl)と呼ばれる娘を出産した。彼女の生涯については分かっておらず、恐らく1903年晩夏に死亡したか、養子に出されたと思われる。

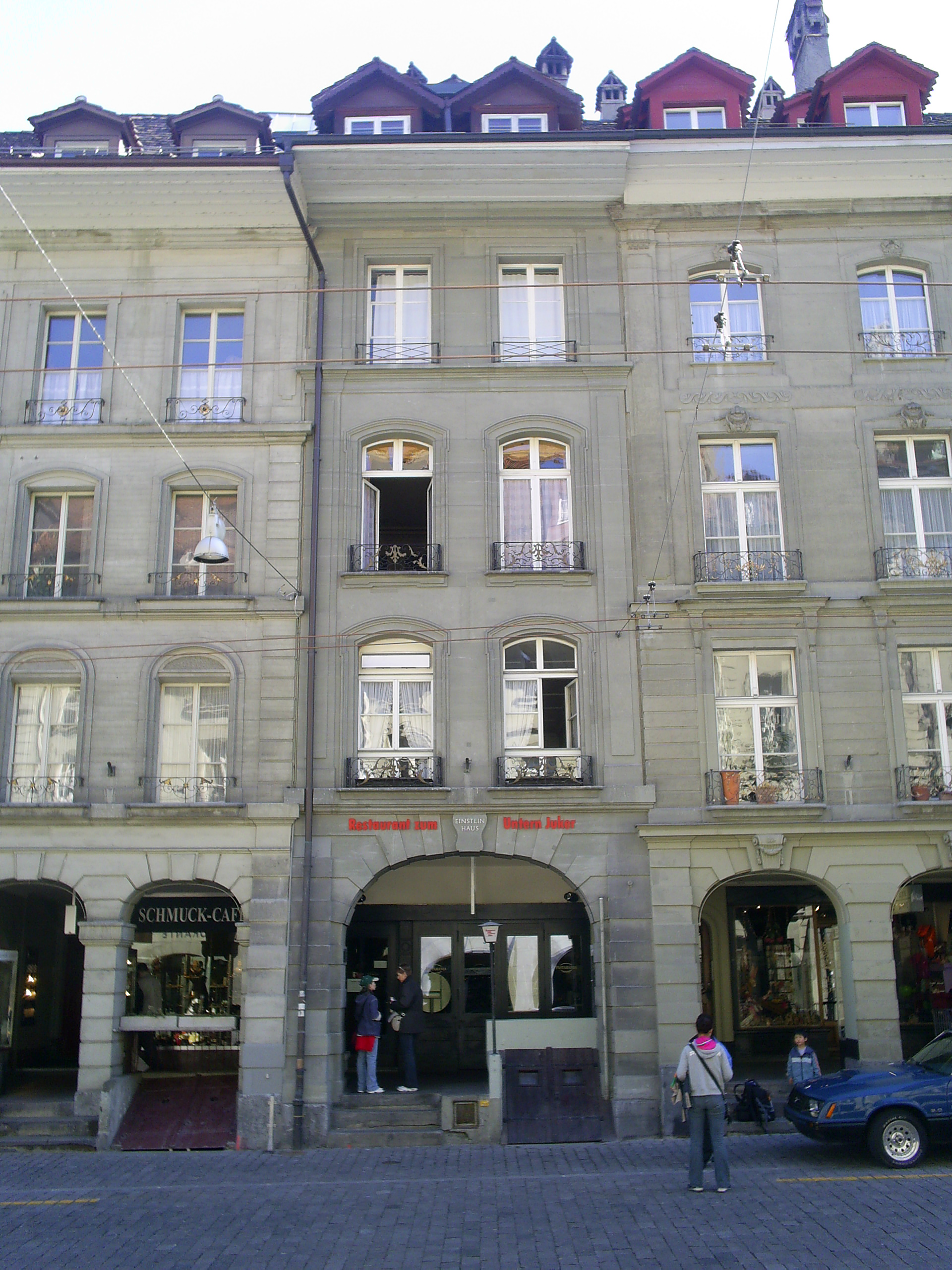
中央がベルンのアインシュタインハウス。アインシュタインとミレヴァは、ここの2階で1903年から1905年まで暮らした。

1903年、ミレヴァとアインシュタインは、スイスのベルンで結婚し、そこで、アインシュタインはスイス連邦知的財産庁の職を得た。1904年には、息子のハンス・アルベルト・アインシュタインが生まれた。アインシュタイン一家は、アインシュタインがチューリッヒ大学での教職に就く1909年までベルンで暮らした。1910年、2人目の息子エドゥアルト・アインシュタインが生まれた。1911年には、アインシュタインはプラハ・カレル大学で教鞭を執ることとなり、一家はプラハに移住した。1年後、アインシュタインは母校の教授に迎えられ、一家はチューリッヒに戻った。1913年7月、マックス・プランクとヴァルター・ネルンストは、アインシュタインにベルリンに来ることを要請した。彼は受諾したが、それがミレヴァの苦悩の原因となった。8月、アインシュタインは息子のハンスを連れて、マリ・キュリーとその2人の娘と一緒に休日の旅行をしたが、エドゥアルトの病気のため、ミレヴァは一時的に遅れて参加した。9月、アインシュタイン一家は、ノヴィ・サドの近くのミレヴァの両親を訪ねた。この日に、彼らはウィーンを訪れ、ミレヴァは息子達に正教会の洗礼を受けさせた。ウィーンの後、アインシュタインはドイツの親戚を訪ねたが、ミレヴァはチューリッヒに戻った。クリスマスの後、彼女はベルリンを旅行し、1914年4月の引っ越しに際し、宿の面倒を見てくれるフリッツ・ハーバーのところに滞在した。アインシュタイン一家は、3月末にチューリッヒを発ち、ベルリンに向かった。その途上、アインシュタインはアントワープの叔父を訪ね、その後ライデンのポール・エーレンフェストとヘンドリック・ローレンツを訪ねたが、ミレヴァは子供達とロカルノを旅行し、4月中旬にベルリンに到着した。
1912年から、彼らの結婚生活は困難なものになった。この年の春、アインシュタインは、従姉妹のエルザ・レーベンタールと再会し、その後彼らは定期的に文通し始めた。ベルリンに行きたがらなかったミレヴァは、この街で徐々に不幸せになっていった。ベルリンに住み始めてすぐ、アインシュタインは、彼女が彼の元にいようとすると、過酷な条件を主張した。1914年夏、ミレヴァは息子達とチューリッヒに戻り、永遠に別居することになった。アインシュタインは、弁護士の下で、毎年給料のちょうど半分に当たる5600ライヒスマルクを、3ヵ月毎に送るという約束を行った。2人は1919年2月14日に離婚した。アインシュタインが近いうちに受賞することが予想されたノーベル賞の賞金については、2人の息子のための信託とし、ミレヴァはその利子を使うことはできるが、アインシュタインの許可がなければ元金を取り崩すことはできないという条件で、示談が成立した。6月にアインシュタインが2番目の妻と結婚した後、彼は子供達の未来についてミレヴァと話し合うためにチューリッヒを訪れ、療養のため、ハンスはボーデン湖、エドゥアルトはアローザーに連れて行った。
1922年、アインシュタインは自身が11月にノーベル賞を受賞するという連絡を受け、賞金は1923年にミレヴァに譲渡された。この賞金で、チューリッヒに3軒の家が購入され、ミレヴァがその1つに住み、残りの2軒は投資に回された。後にチューリッヒ工科大学教授となるゲオルグ・ビュシュの家族がその1軒を借りた。1930年代末、チューリッヒ大学で統合失調症と診断され施設に入れられていたエドゥアルトの治療費が高騰し、2軒の家を売らざるを得なくなった。1939年、ミレヴァは、住居となる家自体を失うことを防ぐために、その所有権をアインシュタインに委譲することに同意したが、委任状をもらった。アインシュタインは、エドゥアルトと彼女自身の生活のために、継続的な現金の送付も行った。
ミレヴァは、1948年8月4日、72歳の時にチューリッヒで死亡し、ノルドハイム墓地に葬られた。

## 物理学における役割

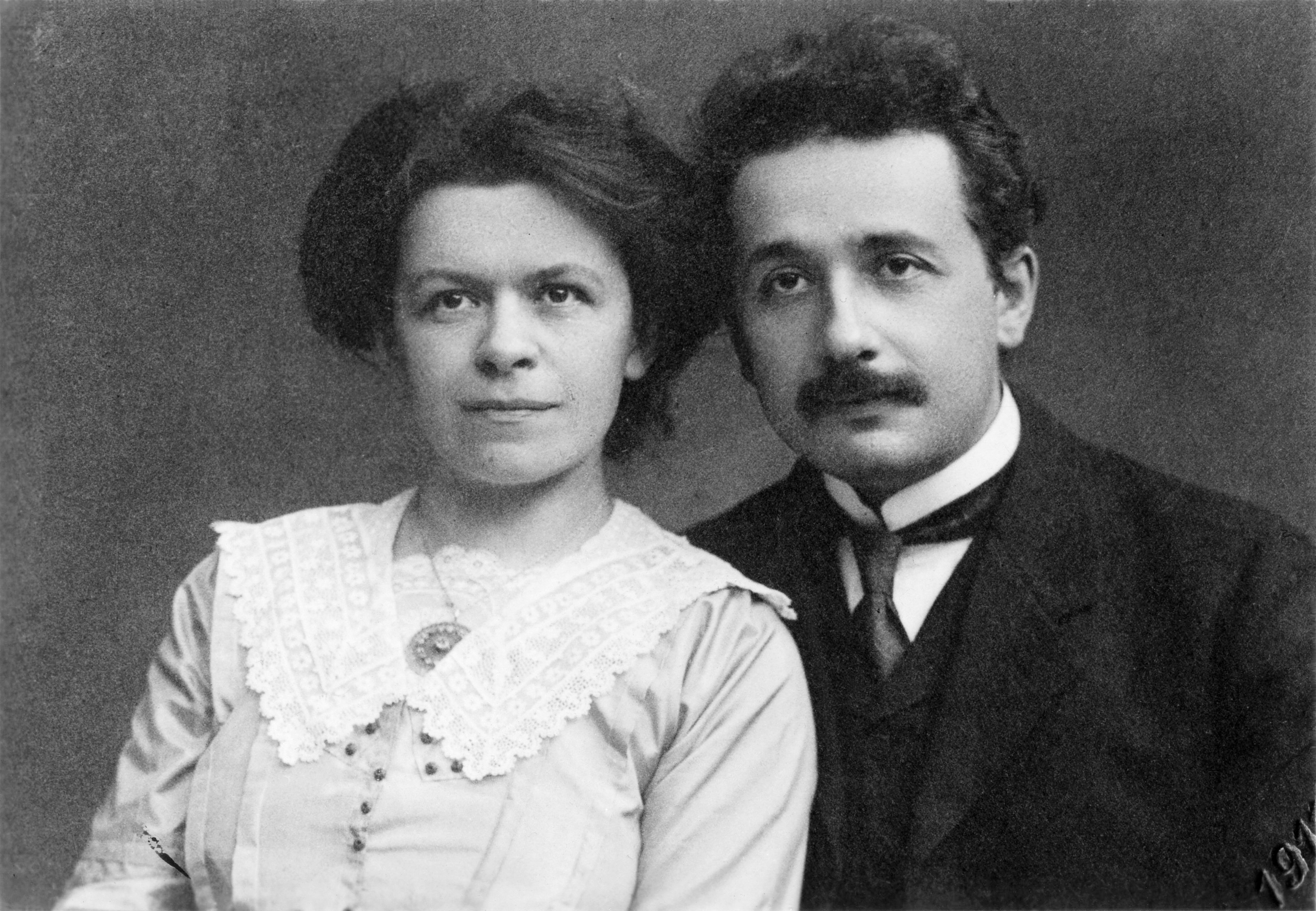
アインシュタインとミレヴァ、1912年

ミレヴァがアインシュタインの初期の研究、特に「奇跡の年」の研究に関わっていたか否か（もしそうであれば、どの程度関わっていたか）については、多くの議論がある。物理学史家の間のコンセンサスとなっているのは、彼女は重要な貢献はしなかったというものである。ただし、彼女が一定の役割を果たしたと考える専門家もいる。
ミレヴァがアインシュタインの初期の研究の共著者になっていたという主張は、主に以下の証拠に依っている。
- アルバート・アインシュタインの「奇跡の年」の論文に、ミレヴァが共著となっている原稿を見たとする、著名なロシアの物理学者アブラム・ヨッフェの証言[33]。しかし、この話は今日では疑わしいとされている。
- ミレヴァがセルビア在住の友人に、「私たちは、私の夫を世界的に有名にする重要な研究を終えた」と語ったという主張[34]。しかし、このような回想は、「故郷の伝説」とされている[35]。
- アインシュタインが「我々の」理論、「我々の」研究と言及している手紙。ただし、 John Stachelは、この手紙は1905年の数年前、学生時代に書かれたもので、ここで言及されている研究は、学位論文に関するものである可能性があると指摘している[36]。
- ノーベル賞の賞金を譲ると約束した離婚の際の合意。しかし、これはアインシュタインがミレヴァを説得するために出した提案であり、合意では、2人の子供のための信託とし、彼女はその利子のみを使えるとされている[37]。

ミレヴァがアインシュタインの理論の構築を助けていたと考える強い証拠はない。2人の息子ハンスは、アインシュタインと結婚する際に母は科学者の夢を諦めたと語っている。アインシュタインは、1920年代に入ってからも非常に成果の多い科学者であり、1914年にミレヴァと別れてからも長い間、非常に重要な研究を産み出している。一方、彼女は論文を発表することはなく、アインシュタインの友人や同僚からも、研究に関わっていたとは言及されていない。そして何より、ミレヴァ自身がアインシュタインの科学的な業績に関わったと主張したこともなければ、最も仲の良かった親友のHelene Savićとの手紙の中でほのめかしたこともなかった。

## 名誉

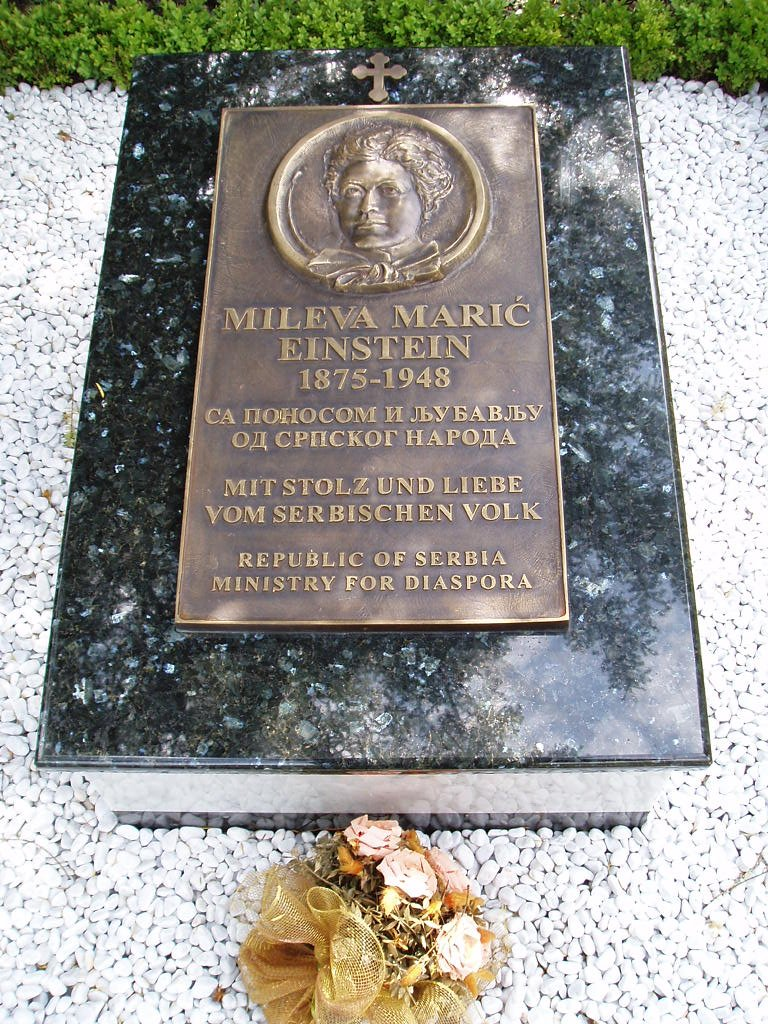
ノルドハイム墓地の記念墓石

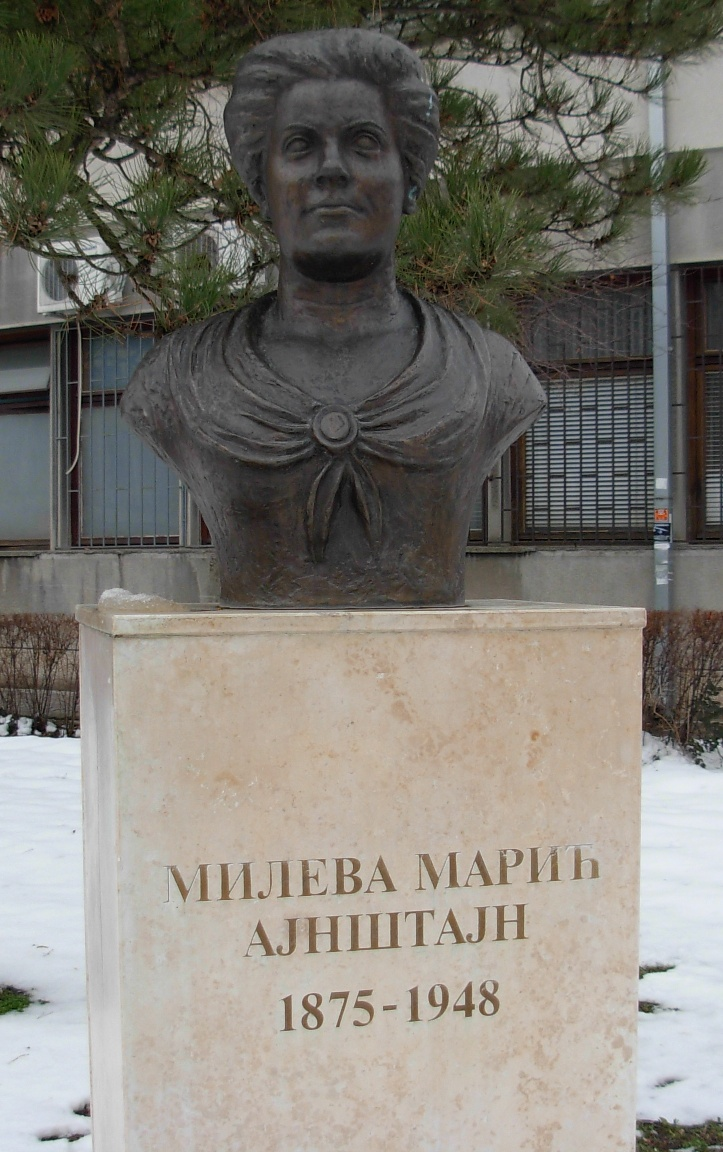
ノヴィ・サド大学の胸像

2005年、ミレヴァは、チューリッヒ工科大学と"Gesellschaft zu Fraumunster"によって名誉表彰され、彼女が暮らしていたチューリッヒの家に、メモリアルプレートが設置された。同年、通っていた高校のあったスレムスカ・ミトロヴィツァに胸像が置かれた。また、ノヴィ・サド大学にも胸像がある。故郷のティテルには、彼女の名前に因んで名付けられた高校がある。彼女の死から60年後、彼女が亡くなったチューリッヒのかつての病院に、メモリアルプレートが設置され、2009年6月には、遺体が埋められたノルドハイム墓地に記念墓石が捧げられた。
1995年、セルビアでDragana Bukumirovićによって、Mileva Marić Ajnštajnという著書が出版された。この3年前には、Vida Ognjenovićが、後に英語にも翻訳された演劇Mileva Ajnštajnを上演した。